# Cupello
Cupello (Lu Cupèlle in abruzzese) è un comune italiano di 4 882 abitanti della provincia di Chieti in Abruzzo. Fa parte della Comunità montana Medio Vastese.

## Origini del nome
Probabilmente in origine l'abitato prendeva il nome generico di "Villa degli Schiavoni", come riportato in un resoconto di viaggio del 1577 dello scrittore e frate domenicano Serafino Razzi. Solo in epoca più tarda in alcuni atti pubblici compare il nome di "Villa Cupello" e, successivamente, Cupello. L'origine del toponimo è incerta. Secondo l'ipotesi più attendibile, il nome deriverebbe dalla presenza di miniere di argilla atte a fabbricare le "cuppelle", tegole per ricoprire le capanne. Un'altra ipotesi farebbe risalire il toponimo al greco "to kupellon", cioè coppa, tazza, oppure al latino "capella", capretta.
La tradizione orale, invece, collegherebbe il nome dialettale del paese al latino "in lucum pellere", cioè spingere nei boschi, con riferimento alle invasioni turche che spinsero nei boschi il nucleo originario dell'abitato. Infine, un'ultima ipotesi mette in relazione Cupello col termine "cappella", come allusione all'antica cappella dedicata al patrono S. Rocco, centro vitale del paese.
Si deve sottolineare, inoltre, che nella Galleria delle carte geografiche dei Musei Vaticani il paese è denominato "Copola".

## Storia
La storia del paese è legata a Monteodorisio. Fu colpito dal terremoto del 1456 ed in seguito ripopolato mediante uno stanziamento di Schiavoni (fuggiti dai paesi balcanici) dai d'Avalos di Vasto nel XVI secolo: insediamenti di questo tipo erano molto frequenti tra Abruzzo e nord Campania, ma solo in Molise hanno mantenuto la loro lingua, per cui a Cupello non risultano più tracce. In seguito subisce la dominazione degli Spagnoli, poi degli Austriaci ed infine dei Borboni fino all'arrivo dei Francesi.
Durante la II Guerra Mondiale il  paese era situato sulla Linea Barbara ed era un centro di comando tedesco, nel 1943 durante il bombardamento anglo americano vi furono 106 morti tra la popolazione

### Scoperta del metano
Nell'aprile 1961 viene annunciata dall'AGIP la scoperta di un giacimento di metano, con una produzione potenziale di due milioni e mezzo di metri cubi di gas al giorno . L'annuncio governativo che il gas prodotto sarebbe stato inviato, tramite gasdotti, ad alimentare l'area industriale laziale e le Acciaierie di Terni innescò una serie di proteste che si protrassero fino a novembre, con occupazione da parte dei manifestanti del pozzo Cupello 2, blocchi stradali e l'invio di 500 uomini tra carabinieri e agenti di P.S. La protesta rientrò dopo impegno governativo di aprire un'iniziativa industriale nell'area, che si concretizzò nel maggio 1962 con la costituzione della Societá Italiana Vetro (SIV) SpA, a ricordo di quegli eventi nel paese una piazza è stata intitolata "8 Ottobre 1961".

## Monumenti e luoghi d'interesse

### Antico borgo
Alcune cronache lo fanno risalire XVI secolo, il cui primo insediamento non risulta essere cinto da mura. I principali palazzi fortificati sono il Palazzo Marchione, che risale al XIX secolo, e il Palazzo Erminio Boschetti con torretta, il cui il primo impianto è del XVIII secolo.
- Palazzo Marchione. Oggi è sede del municipio. Ha delle coppie di nicchie sulle facciate ove potevano essere inserite delle sculture. Pur non essendo un vero e proprio palazzo di difesa consta sul lato del cortile delle fuciliere e feritoie per la difesa personale. Forse questi elementi erano presenti sulle facciate prima di essere intonacate.[10]
- Palazzo Erminio Boschetti e Torretta Belvedere. La facciata è settecentesca con partiture a cornice centinata. La copertura della scala a chiocciola ha elementi orientaleggianti. La torretta è la parte più antica del palazzo. Era un elemento difensivo come provano alcune feritoie lungo il lato del terrazzo. Del 1905 è un restauro.
- Altri palazzi dell'antico borgo:
  - Casa di Cesare e Mario Bellano. È a due piani, mentre il cornicione è a piastrini con figure vegetali. Alcune decorazioni in marmo su cornicione sono in stile liberty.
  - Palazzo Travaglino-Fiore. Risale al XVIII-XIX secolo. Consta di stilemi neoclassici.
  - Ex-Palazzo Chinni ora La Torriera. Risale al XIX-XX secolo la facciata è in laterizio e ciottoli di fiume in stile neoclassico.
  - Palazzo Boschetti Roberto. È sito sulla Via Istonia. Il palazzo è neoclassico così come gli elementi sulle finestre. Altri elementi sono neomedievali.
  - Palazzo Lucarelli. La facciata consta di portone con ante lignee. Risale al XIX secolo.

Oltre ai numerosi edifici storici, un'importante testimonianza del passato del paese è costituita dal brancatello, la tipica scalinata esterna delle case antiche.

### Piazza Padre Pio
Piccola piazzetta in via Enrico Mattei nella quale vi è una statua di san Pio che viene festeggiato ogni anno. Nella piazzetta ci sono anche delle panchine, un altare, sedie per alcune celebrazioni o veglie estive e alcuni vasi di fiori.

### Architetture religiose
- Chiesa Parrocchiale della Natività di Maria Santissima . È sita in Piazza Garibaldi. Il primo impianto risale ad un periodo antecedente al XVI secolo. Anticamente consisteva in una cappella dedicata al Santo patrono, San Rocco, ed era sita all'estremo ovest dell'antico borgo nella piazza anticamente detta dell'Olmo, chiamata così per via del grande albero posto davanti alla chiesa. La facciata è caratterizzata da rotondità dei vari registri, del portale, della finestra e del frontone. Il portale è in pietra scolpita. Il campanile, a pianta quadrata ed edificato in laterizio, è stato restaurato da Giacomo Tornese nel 1830 e mostra ancora i segni dei bombardamenti del 1943. L'interno è ad aula unica con volta a botte con un'unica cappella laterale, dedicata a San Rocco, del quale è presente una pregevole statua lignea policroma. Di particolare interesse sono anche la preziosa reliquia della Santa Croce, l'antico Battistero in stucco finissimo e l'artistico lampadario posto sotto la cupola. Nell'abside vi è un muro edificato con ciottoli e laterizio.[11]

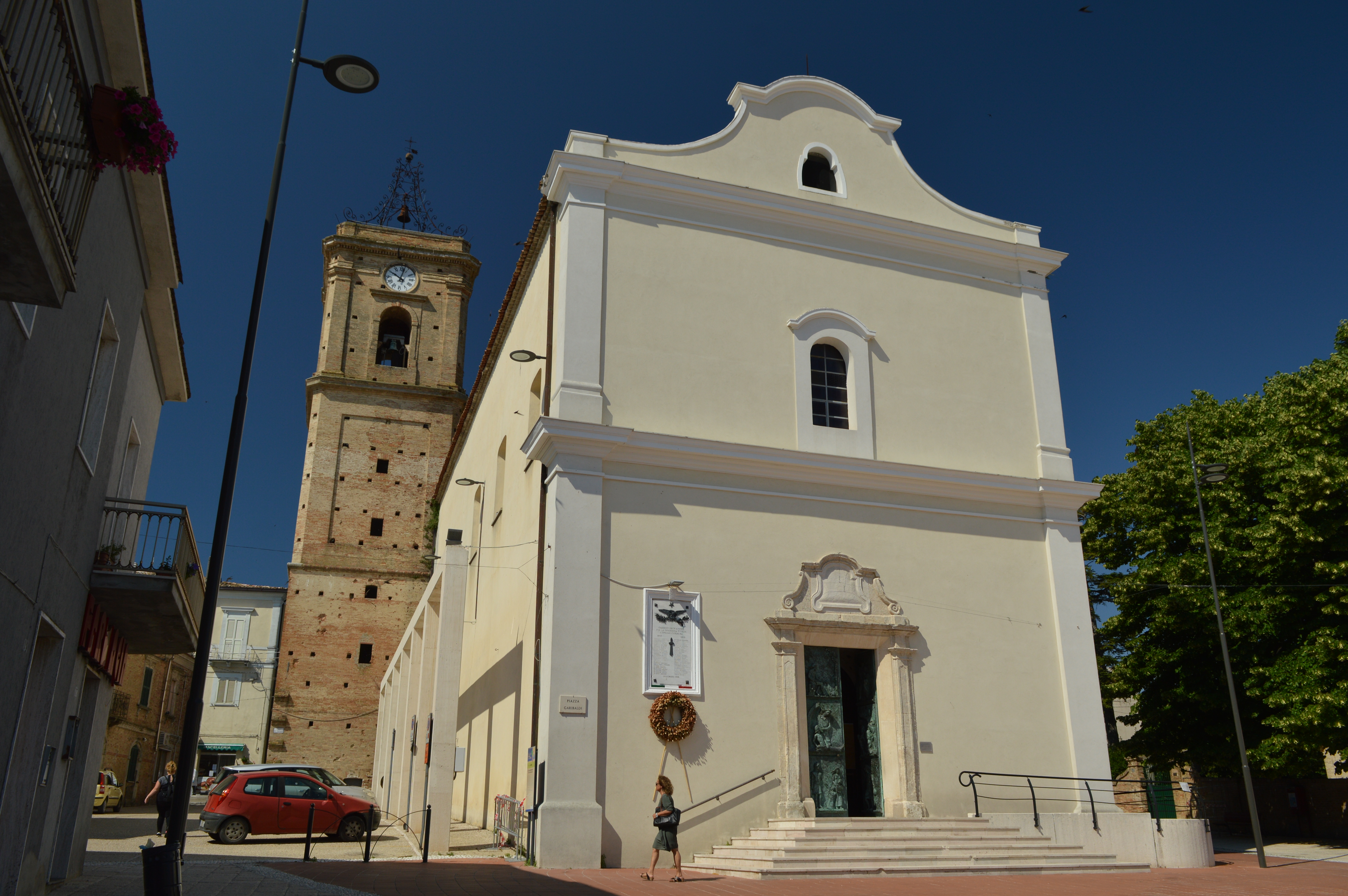
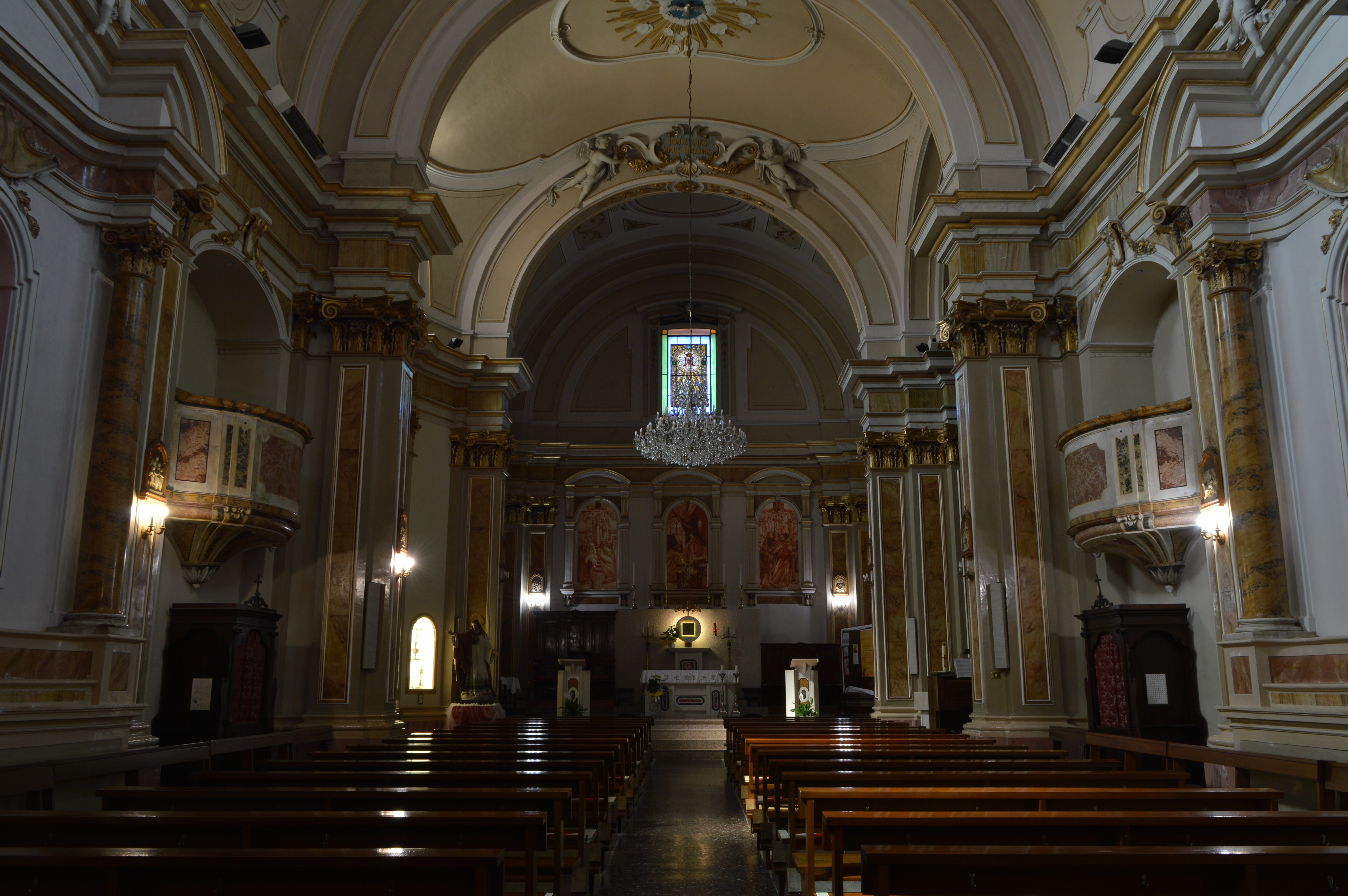

- Chiesa della Madonna del Ponte. È anche chiamata “Chiesa vecchia”, con riferimento alla chiesa antica, un tempo situata fuori dal paese. L'edificio precedente era costituito da una costruzione rettangolare senza volta, con attiguo un cimitero e un pozzo. Sulla facciata, di fianco alla porta d'ingresso, era situata una finestrella dalla quale i viandanti potevano guardare la venerata immagine della Madonna. La vecchia chiesa, danneggiata dai bombardamenti del 1943, venne demolita e ricostruita nel 1956 così come appare oggi. La nuova costruzione, anch'essa di forma rettangolare e senza volta, culmina in un grazioso altare nel quale, in una nicchia marmorea, è conservata la statua lignea della Madonna del Ponte. Nella parte esterna del portale, sulla lunetta che sovrasta il portone d'ingresso, è collocato un artistico mosaico fiorentino raffigurante la Natività della Vergine Maria.

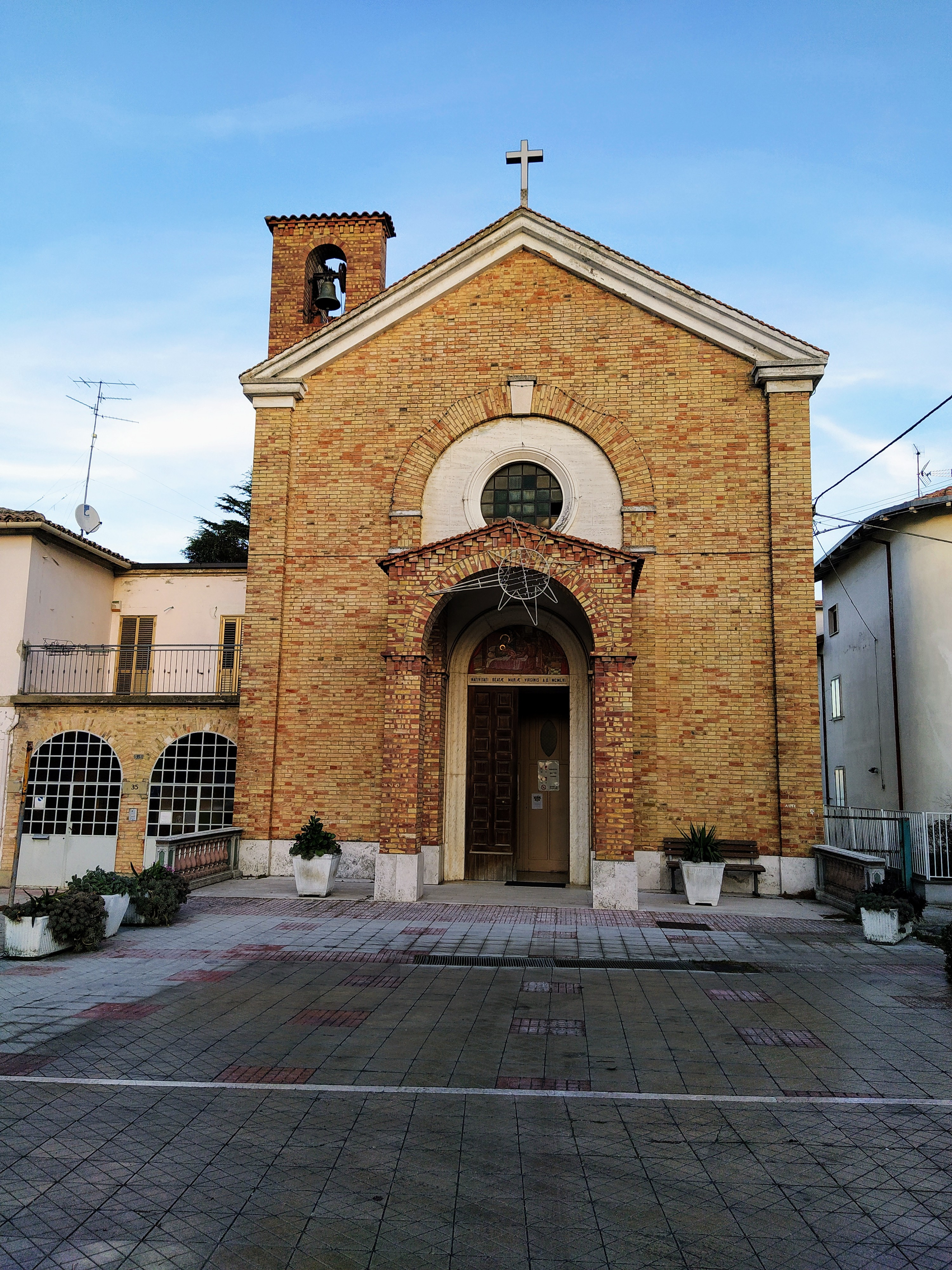
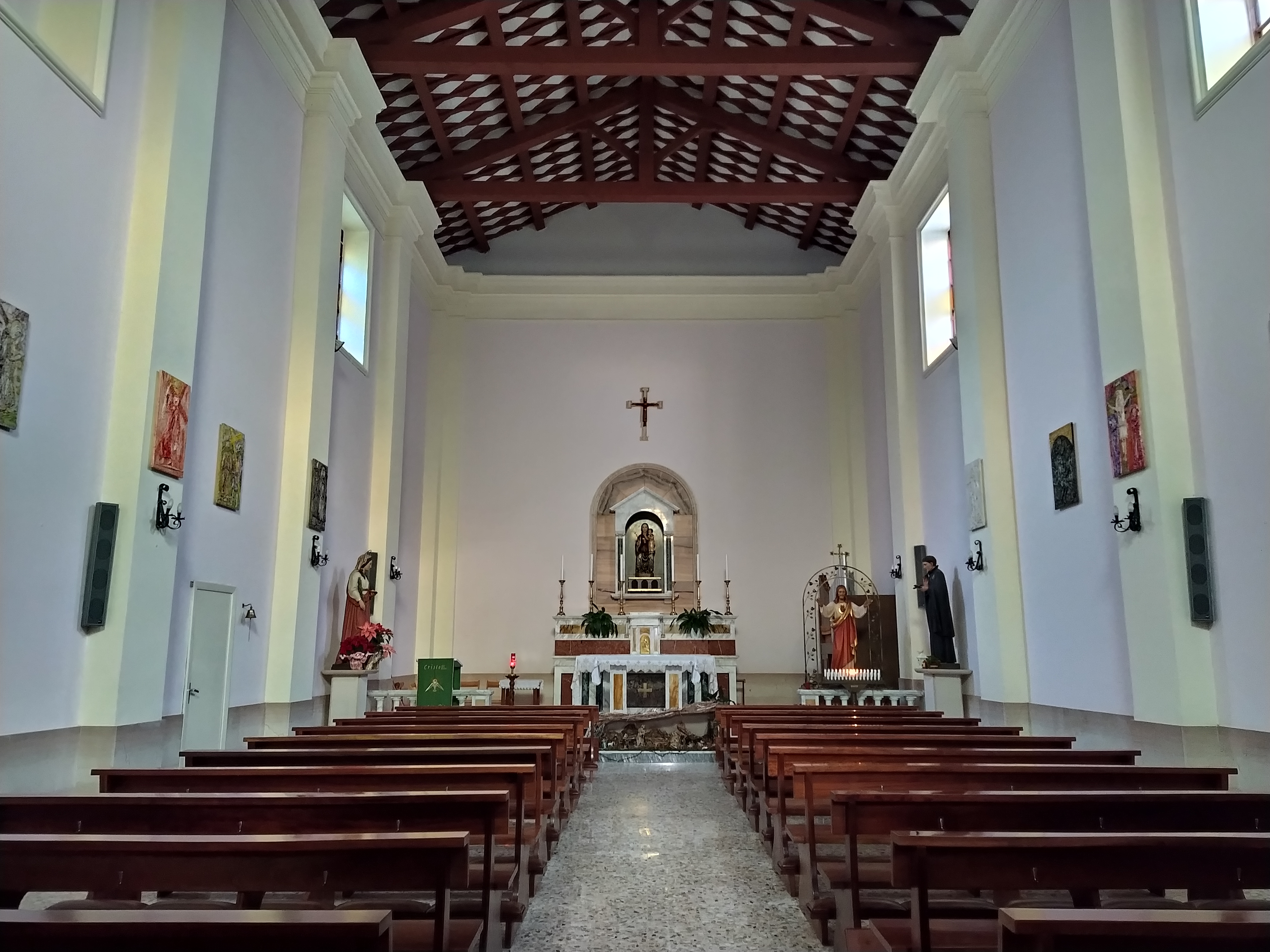

- Chiesa della Madonna della Divina Provvidenza. Si trova in località Montalfano. Nei primi decenni del Novecento, grazie alla migrazione di numerose famiglie dai paesi limitrofi verso le campagne di Montalfano, fu forte l'esigenza di costruire un nuovo luogo di culto. La costruzione della nuova Chiesa iniziò sul finire degli anni Trenta e terminò nel giugno 1955, con l'inaugurazione e la dedicazione alla Madonna della Divina Provvidenza. Danneggiata dal sisma del 2009, è stata poi restaurata e riaperta al culto il 24 settembre 2021.

### Resti archeologici
- Località Colle Polercia. Risalgono al VII secolo. Presso un'antica masseria del XVIII-XIX secolo sono tornati alla luce un complesso residenziale con annesse terme di età tardo romana. I reperti constano di varie strutture murarie relativi a locali ad uso abitativo con una struttura con soffitto a volta. L'insediamento era molto esteso. Vi sono, tra l'altro: un vano con volta a botte, un parametro esterno in laterizio e cubilia recentemente trasformato in stalla, verosimilmente si trattava di una cisterna come dimostra l'interno impermeabilizzato con il cocciopesto.[12]
- Località La Botte. Risalgono all'età tardo-imperiale. Oggi ne restano le fondamenta e parte di un edificio verosimilmente riferibile ad una cisterna di una villa romana che, come per i ruderi precedenti, è realizzato in cocciopesto. La volta a botte è per la maggior parte crollata. La struttura è realizzata in opus incertum misto con l'opus reticolatum. L'edificio è utilizzato per molti secoli. Nel 1966 in questa zona è stata ritrovata una lastra in bronzo risalente al 384 d.C. che cita il latifondista romano Aurelio Evagrio Onorio.[13]

## Società

### Evoluzione demografica
Abitanti censiti

## Cultura

### Cinema
Il borgo è stato set cinematografico del regista Riccardo Milani per i film:
- Auguri professore
- Il posto dell'anima

## Amministrazione

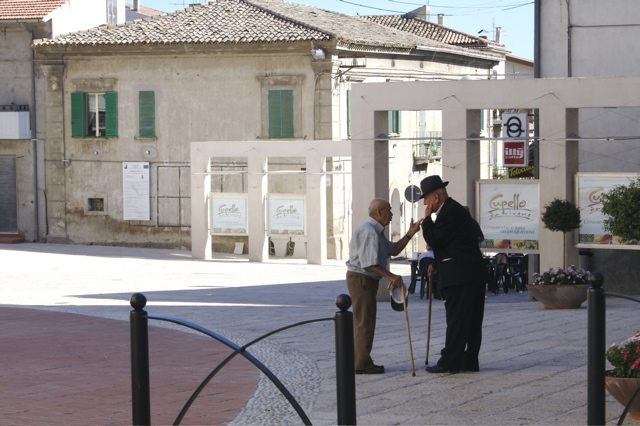
Piazza Garibaldi

| Periodo        | Periodo        | Primo cittadino      | Partito                                                                                        | Carica  | Note          |
| -------------- | -------------- | -------------------- | ---------------------------------------------------------------------------------------------- | ------- | ------------- |
| 23 aprile 1995 | 13 giugno 2004 | Panfilo Di Silvio    | Lista civica di centro-sinistra Proposta per Cupello                                           | Sindaco | [ 16 ] [ 17 ] |
| 13 giugno 2004 | 25 maggio 2014 | Angelo Pollutri      | Lista civica di centro-sinistra (2004-2009) Lista civica Trecentosessanta proposte (2009-2014) | Sindaco | [ 18 ] [ 19 ] |
| 25 maggio 2014 | 26 maggio 2019 | Manuele Marcovecchio | Lista civica Uniamoci per Cupello                                                              | Sindaco | [ 20 ]        |
| 26 maggio 2019 | 9 giugno 2024  | Graziana Di Florio   | Lista civica Eccoci per Cupello                                                                | Sindaco | [ 20 ]        |
| 9 giugno 2024  | in carica      | Graziana Di Florio   | Lista civica Semplicemente Cupello                                                             | Sindaco | [ 20 ]        |

### Gemellaggi
- Ladispoli
- Benicarló

## Sport

### Calcio
La principale squadra di calcio della città è l'A.S.D. Virtus Cupello che milita nell'Eccellenza Abruzzo. È nata nel 1962.
Go Kart
Pista Fluida